# Hrad svatého Jiří
Hrad svatého Jiří (portugalsky Castelo de São Jorge) je historický hrad v Lisabonu, ve čtvrti Santa Maria Maior. Historie lidského osídlení na kopci, kde hrad stojí, sahá až do 8. století př. n. l., přičemž nejstarší opevnění pocházejí z 2. století př. n. l. Návrší s hradem hrálo důležitou roli v dějinách města a sloužilo jako opevnění postupně pro Féničany, Kartagince, Římany a Maury, než byl roku 1147 během obléhání Lisabonu dobyt Portugalci. Od 12. století sloužil hrad různým účelům – jako královský palác, vojenská kasárna, sídlo národního archivu Torre do Tombo a v současnosti je národním památníkem a muzeem.

## Historie
První opevnění na kopci pochází z 2. století př. n. l., ale archeologické výzkumy odhalily přítomnost lidských osad v údolí řeky Tajo již v 8. století př. n. l. Kopec nejprve obývaly keltské kmeny, následovali Féničané, Řekové a Kartaginci, kteří si zde vybudovali obranný bod. Opevnění poté převzali Římané, Svébové, Vizigóti a nakonec Maurové. V 10. století postavili Berbeři na kopci rozsáhlé opevnění, včetně tzv. Cerca Moura (Maurské opevnění).

### Období království
V roce 1147 byl hrad dobyt portugalským králem Afonsem I. během křesťanské reconquisty s podporou evropských rytířů v rámci druhé křížové výpravy. Po dobytí sloužil hrad jako strategický obranný bod pro udržení kontroly nad Lisabonem. Když se Lisabon v roce 1255 stal hlavním městem Portugalského království, hrad začal sloužit jako královský palác.
Ve 14. století byl hrad zasvěcen sv. Jiřímu, patronu Anglie, což symbolizovalo blízké vztahy mezi Portugalskem a Anglií. Stalo se tak po svatbě krále Jana I. s anglickou princeznou Filipou z Lancasteru.
V 15. století hrad sloužil jako královská rezidence, kde byl například přijat Vasco da Gama po své cestě do Indie. Postupem času však hrad začal ztrácet svou důležitost ve prospěch nového královského paláce Ribeira u řeky Tajo. Zemětřesení v roce 1531 hrad poničilo a přispělo k jeho úpadku.
Zemětřesení, které postihlo Lisabon v roce 1755, vážně poškodilo hrad a přispělo k jeho postupnému úpadku. Z původní pevnosti zůstaly zachovány pouze části hradeb. Vzhledem k potřebě udržovat vojenskou přítomnost v hlavním městě se role hradu omezila na kasárna. 

### Období republiky
Vláda Antónia de Oliveiry Salazara zahájila rozsáhlou rekonstrukci hradu, podobně jako u hradu v Sintře. Byly odstraněny nesourodé stavby přidané v předchozích staletích. Dne 25. října 1947 byl na nádvoří instalován pomník Afonse I., který věnovalo město Porto jako repliku díla sochaře Soarese dos Reise z roku 1887. Od 31. května 1942 byla správa hradu předána městu Lisabon. 

Pohled na hrad od západu

## Architektura

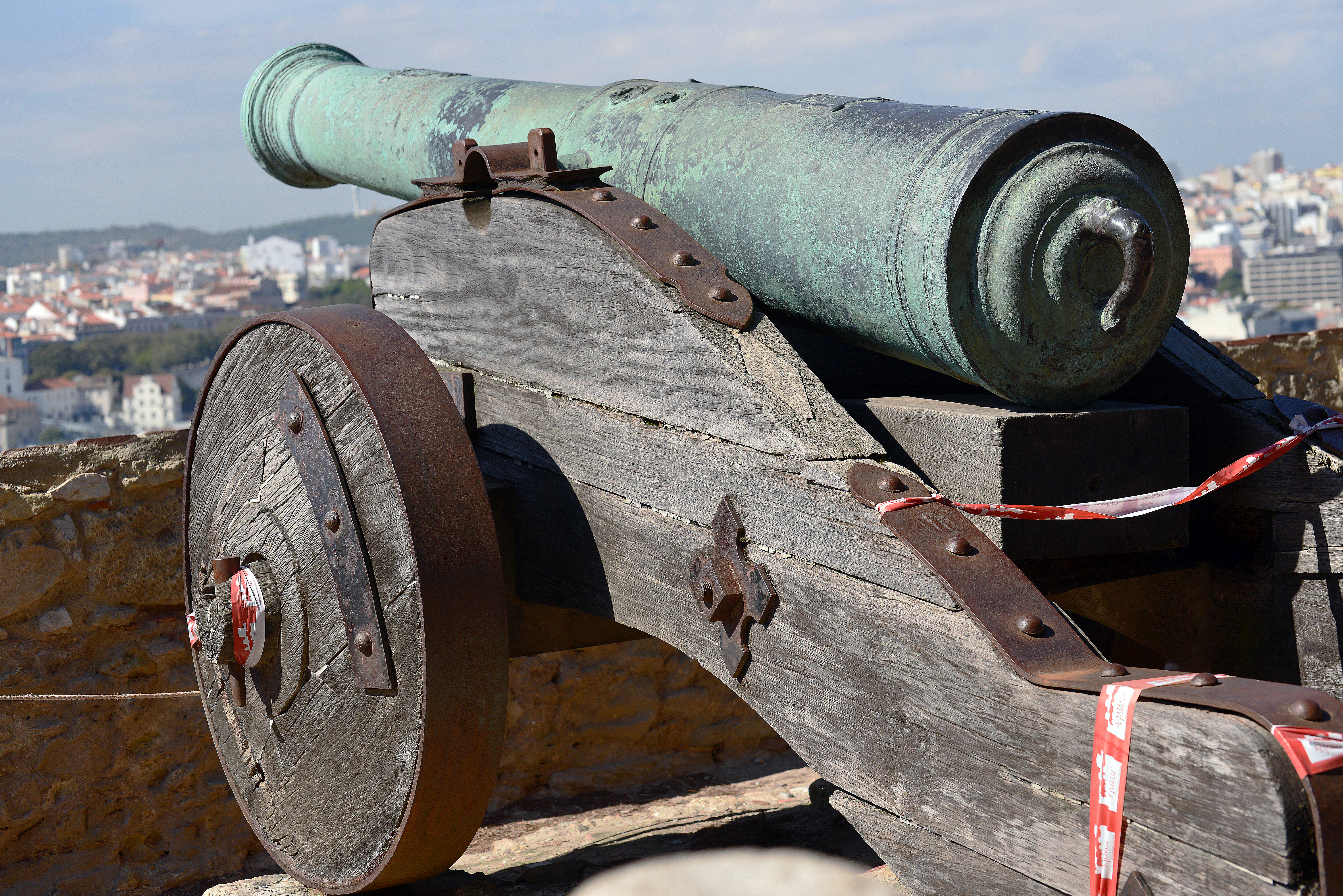
Kanón

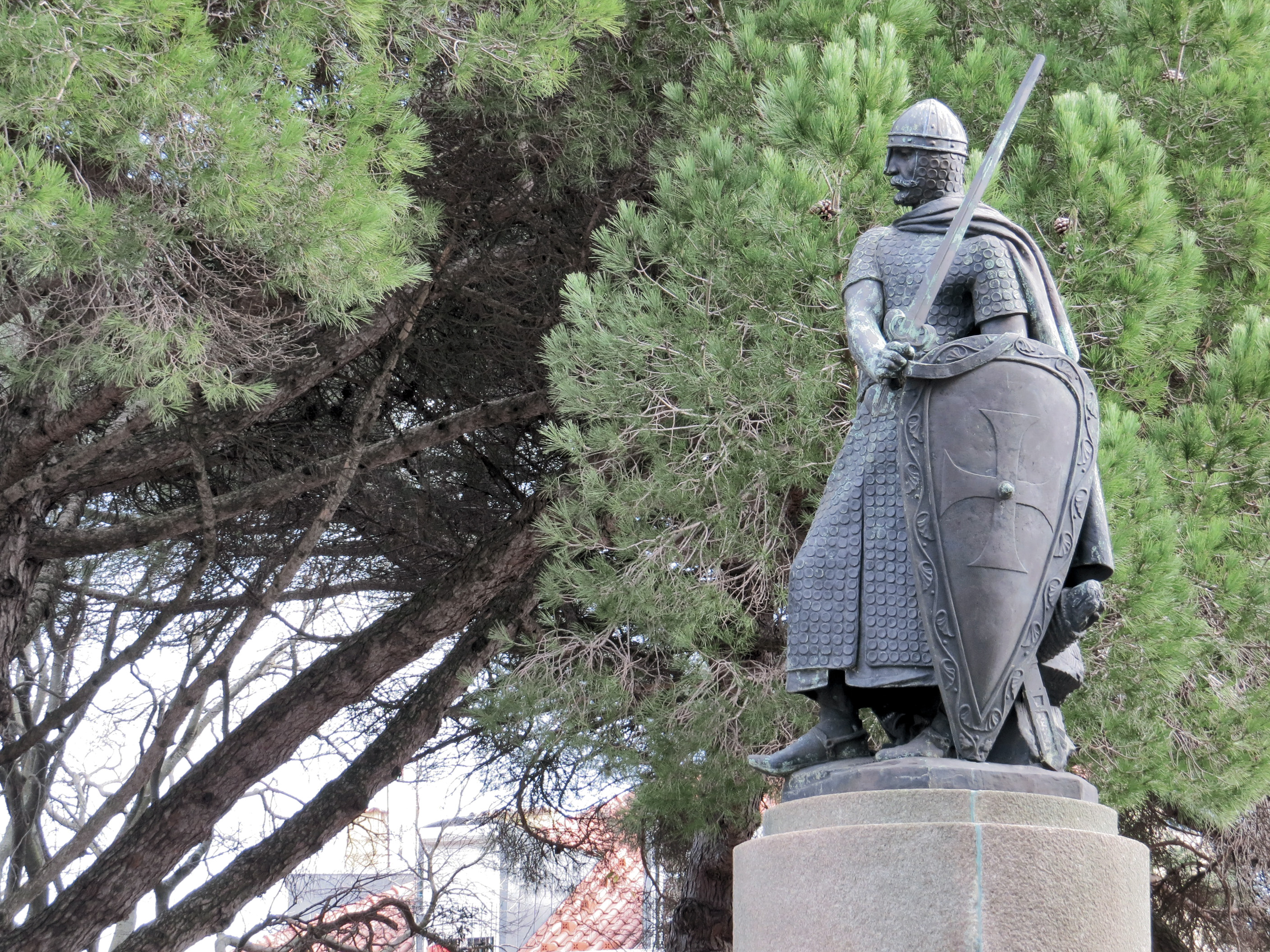
Pomník Alfonse I.

Půdorys hradu je přibližně čtvercový. Komplex se skládá z vlastního hradu, několika vedlejších budov (včetně zřícenin královského paláce), zahrad a rozsáhlého terasovitého náměstí, z něhož je působivý výhled na Lisabon. Hlavním vstupem do hradu je brána z 19. století, nad níž je umístěn státní znak Portugalska, jméno královny Marie II. a datum 1846. Tato brána vede na hlavní nádvoří (Praça d'Armas), které je ozdobeno starými kanóny a bronzovou sochou Afonse I., portugalského panovníka, který hrad dobyl na Maurech. Tato socha je kopií originálu z 19. století od romantického sochaře Antónia Soarese dos Reise, který je umístěn poblíž hradu v Guimarães na severu Portugalska.
Zbytky královského paláce se nacházejí poblíž hlavního nádvoří, ale zůstaly pouze některé zdi a několik obnovených místností, jako je Casa Ogival. V této části se nyní nachází Olissipónia, multimediální show věnovaná historii Lisabonu.
Středověký hrad je situován na severozápadní části citadely, v nejvyšším bodě návrší. Během obléhání sloužil jako poslední útočiště v případě, že se útočníkům podařilo proniknout do citadely. Hrad má obdélníkový tvar a deset věží. Hradní nádvoří je rozděleno zdí s věží a spojovací bránou na dvě části. Návštěvníci mohou po schodech vystoupat na hradby a věže, odkud je výhled na Lisabon. V Torre de Ulisses (kde se dříve nacházely archivy Torre do Tombo) byla v roce 1998 instalována camera obscura, která nabízí 360stupňový pohled na město a řeku Tajo.
Hlavní hradby jsou na jihu a východě chráněny barbakánem (barbacã), nízkou zdí, která bránila obléhacím strojům přiblížit se k hlavním hradbám. Severní a západní strana hradu byla přirozeně chráněna strmým svahem, který se táhl od základů hradu dolů. Hrad je částečně obklopen suchým příkopem. Hlavní vchod do hradu je přístupný přes kamenný most, který vede přes příkop.

## Galerie

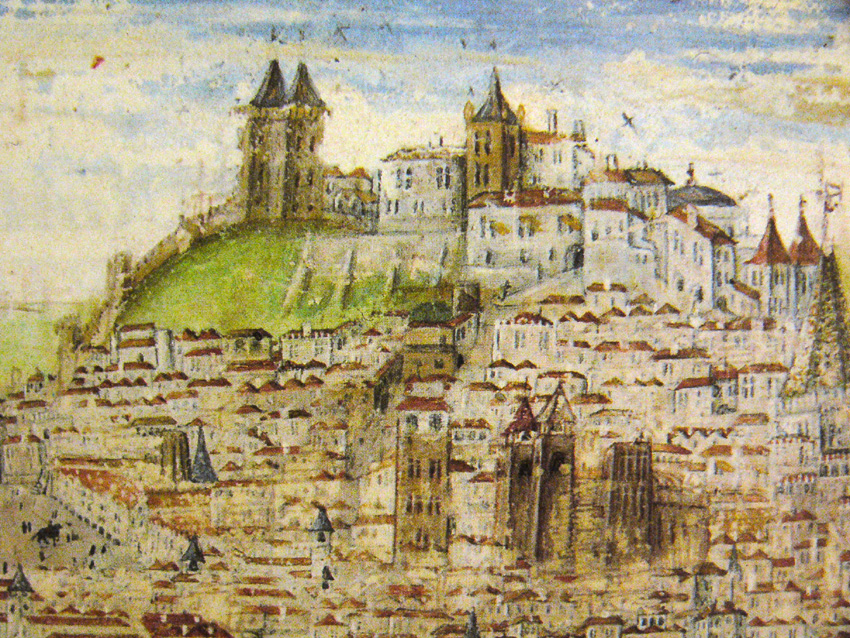
Hrad v roce 1505
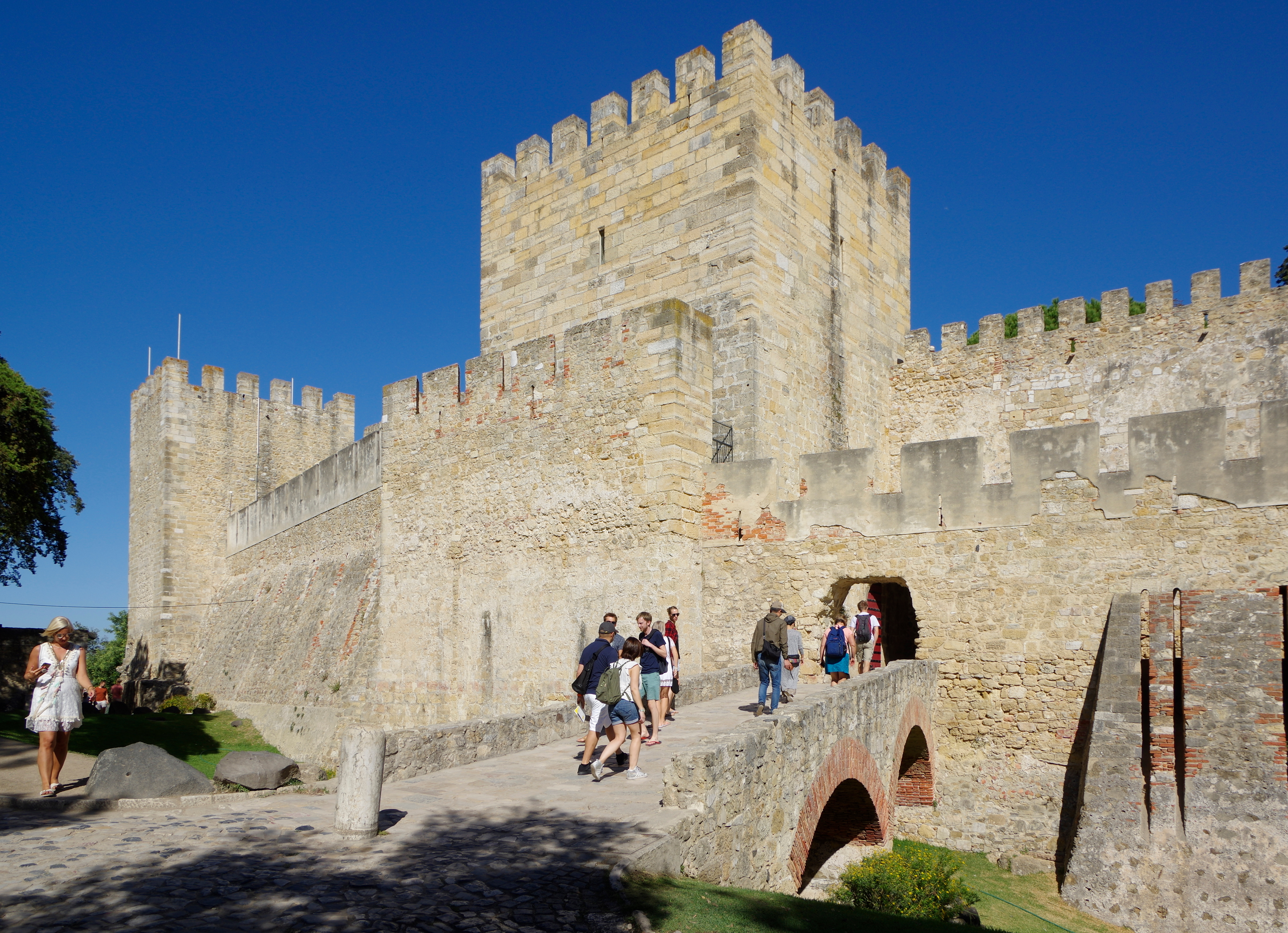
Brána
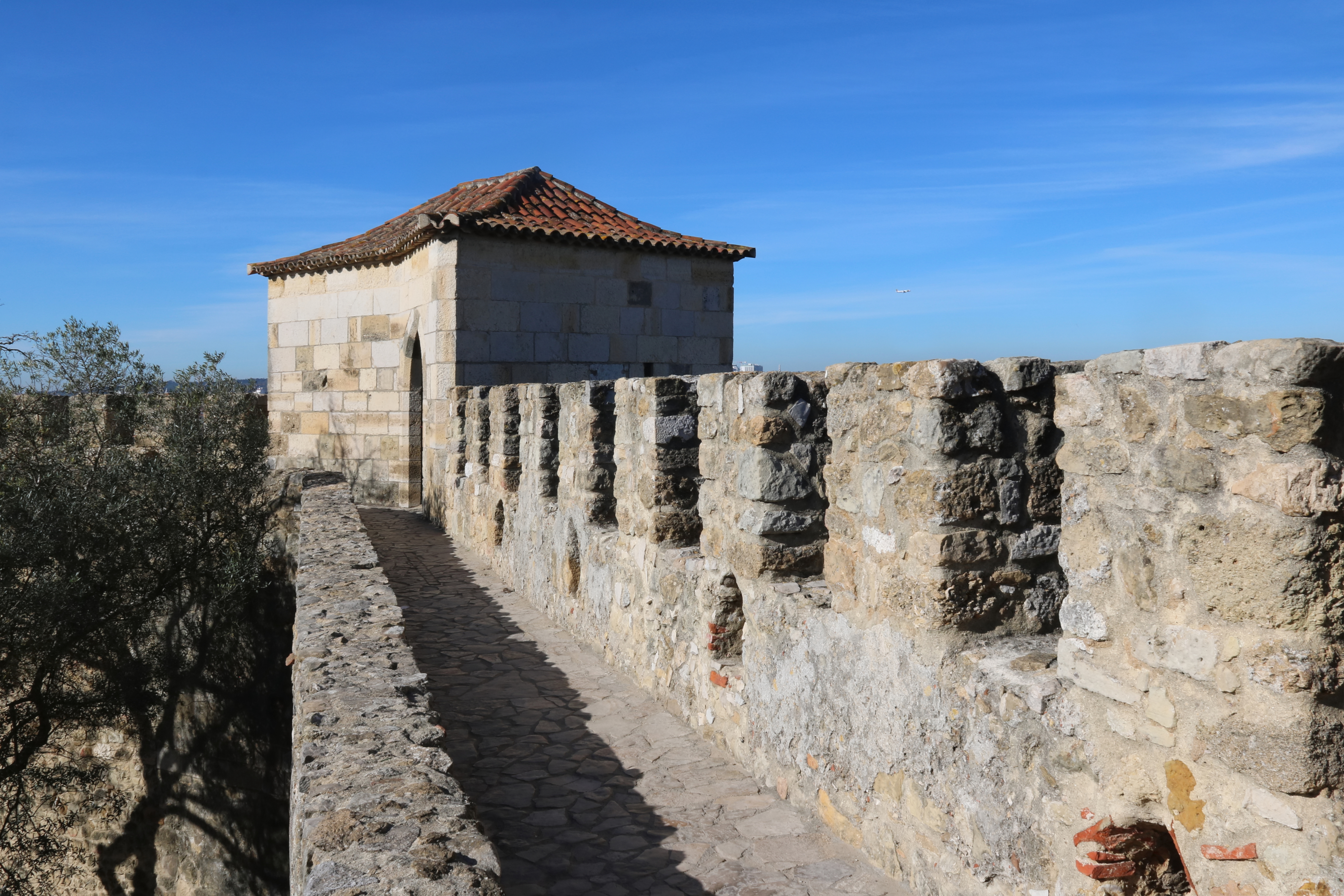
Cimbuří